# Policarpo de Balzola
Policarpo de Balzola (Irún, 26 de enero de 1813-Irún, 1 de febrero de 1879) fue un matemático e inventor español.

## Biografía
Natural de Irún, demostró desde joven inclinación al estudio de las matemáticas. En Madrid, y para los veintidós años, estuvo al frente de una granja modelo, en cuya dirección sufrió una grave enfermedad que le obligó a renunciar al cargo y regresar a su pueblo natal. Continuó dedicándose al estudio y obtuvo el título de perito agrimensor y el de escribano entre los años 1836 y 1838. Fue nombrado secretario del Ayuntamiento de Irún en 1837 y escribano en 1843.
Siguiendo las huellas de Pascal, inventó una máquina aritmética que en febrero de 1847 presentó a la Corte. Según recoge Francisco López Alén en su Iconografía biográfica de Guipúzcoa, funcionaba «con una exactitud que llamó la atención de las personas reales por la precisión con que ejecutaba las sumas y restas». El trabajo le mereció que, con una recomendación especial, pasase al examen de la Academia de Ciencias y Conservatorio de Artes, de cuyas corporaciones obtuvo favorables informes, laudatorios. Presentó a la vez un mecanismo por el que se anotaban diferentes pesadas en un instante, de modo que quedaban sumadas o agregadas las pesadas parciales unas a otras en el instante mismo en que se anotaban, sin que para esa operación hubiera necesidad de saber aritmética ni aun conocer los números, así como otro mecanismo sencillo por medio del cual se averiguaba la superficie de una figura cualquiera sin medir con el compás las bases ni las alturas y sin hacer ninguna operación aritmética. Otro invento de Balzola fue un calendario mecánico universal y perpetuo que comprendía los doce signos del zodiaco, los meses los días de la semana indicados con iniciales, las fases de la Luna con arreglo al tiempo medio, la hora en que era pleamar en todos los puertos y en todas las épocas y la hora de todos los puntos del globo.
Tales invenciones condujeron al director del Conservatorio de Artes a pedir su colocación en dicho centro, pero Balzola rechazó abandonar su pueblo natal. Formó después un «calendario gregoriano perpetuo» que se imprimió y vendió. Se dedicó, asimismo, a la escritura de una memoria titulada Método para la formación del Calendario Gregoriano y Mahometano para todos los años y modo de hallar su correspondencia por medio del Cronosycubalo inventado por el autor, una Descripción del nuevo Calendario perpetuo y método breve y fácil para arreglar anualmente el Calendario Gregoriano y Niceno, otra Descripción del Calendario perpetuo Comercial y método para su uso con aplicación a la averiguación de los días que median entre dos fechas, sin ningún cálculo, resolución de cuestión de interés, de descuento, de plazo medio y a la liquidación de cuentas corrientes con interés recíproco y unos Elementos de cronología y formación de todos los calendarios del mundo, de todas las épocas por medio del Cronosycubalo o calendario mecánico, perpetuo y universal. En 1850, asimismo, envió al ministro de la Gobernación otra instrucción con el título de «Nuevo y breve procedimiento para la votación en los Congresos».
Por encargo de la Diputación de Guipúzcoa, escribió en 1852, con el objetivo de procurar el pronto establecimiento del sistema métrico decimal en Guipúzcoa, una aritmética con las tablas de correspondencia de todas las pesas y medidas de la provincia y las más principales de las demás provincias y del extranjero, con el sistema métrico y viceversa. La obra recibió elogios en un informe elaborado por la inspectora del Seminario de Nobles de Vergara y se repartió con profusión. En aquellos años, escribió también unos opúsculos intitulados Apuntes sobre la teoría de la Armonía Universal, Método abreviado para la resolución de las cuestiones de interés y Bosquejo sobre la teoría de la numeración, este último traducido al francés. En 1845, remitió al Ministerio de Hacienda la exposición y memoria relativas al modo de remediar los vicios del método que se empleaba para exigir los derechos que pesaban sobre el consumo de los aguardiantes, y, cuatro años después, el plan para la más fácil y pronta plantificación del nuevo sistema de pesas y medidas y la instrucción y tabla de corrección para el uso del alcoholímetro centesimal de Gay Lussac, que se empleaba para la graduación del aguardiente y los espíritus.
Presentó variados informes ante las Juntas Generales de Guipúzcoa, a las que acudía en calidad de procurador de su pueblo natal, y estas le acabarían nombrando vocal secretario de una comisión especial de estadística. En 1867, presentó una memoria titulada Algunos apuntes sobre la administración de Arbitrios en la que señalaba las deficiencias que en la provincia y en los municipios existían en la recaudación de los arbitrios municipales; aconsejó que, para obviarlas, se unificasen los derechos municipales de todos los pueblos y los de la provincia y que fuese esta la encargada de la recaudación. Se hallaba al frente de la oficina cuando, en plena tercera guerra carlista, los miqueletes emprendieron la persecución de las partidas carlistas, de modo que pasó a dependencia de Balzola el ramo de arbitrios que administraban aquellos. Vio que adolecía de varias imperfecciones y se propuso organizarlo, para lo cual confeccionó varios escritos que dieron lugar a un libro que la propia diputación imprimió en el año 1880 con el título de Reglamento é instrucciones para la administración de esta Provincia.
Balzola, que era caballero de la Orden de Carlos III, trabajó también en el fomento del puerto de Pasajes de San Juan, en el embellecimiento y ensanche de Irún y en el reglamento de pesca del río Bidasoa de 1859. Falleció en Irún el 1 de febrero de 1879.

## Obra
Fue autor de, entre otras, las siguientes obras escritas:
- Teclado aritmético (1850)
- Aritmética con la explicación del sistema métrico (1853)
- Tablas de correspondencia de todas las pesas y medidas de Guipúzcoa y las principales del extranjero con las del sistema métrico (1853)